# Арустук (округ)
Ару́стук (англ. Aroostook County) — округ в штате Мэн.
Арустук — второй по площади округ в США восточнее Миссисипи (после округа Сент-Луис, Миннесота), по территории он превосходит такие штаты как Коннектикут, Делавэр и Род-Айленд.
Население округа — 73938 жителей (2000), из них 96,8% — белые. 22,37 % родным считают французский язык. Севернее, ближе к канадской границе, удельный вес франкофонов выше (в Мадаваске — более 80 %), среди жителей много билингвов.
Долина реки Арустук — крупнейший в стране район картофелеводства. При этом возделывается менее 10% территории, 89% округа занимают леса.
Северо-запад округа — неорганизованная территория Нортуэст-Арустук, занимающая более трети площади Арустука. На территории 6912 км² проживает всего 27 человек, это одно из самых незаселённых мест в Континентальных штатах. Территория покрыта лесами на склонах Аппалачей. Существуют предложения на этой территории (и в северных частях округов Сомерсет, Пискатакис и Пенобскот) организовать национальный парк.

## Галерея

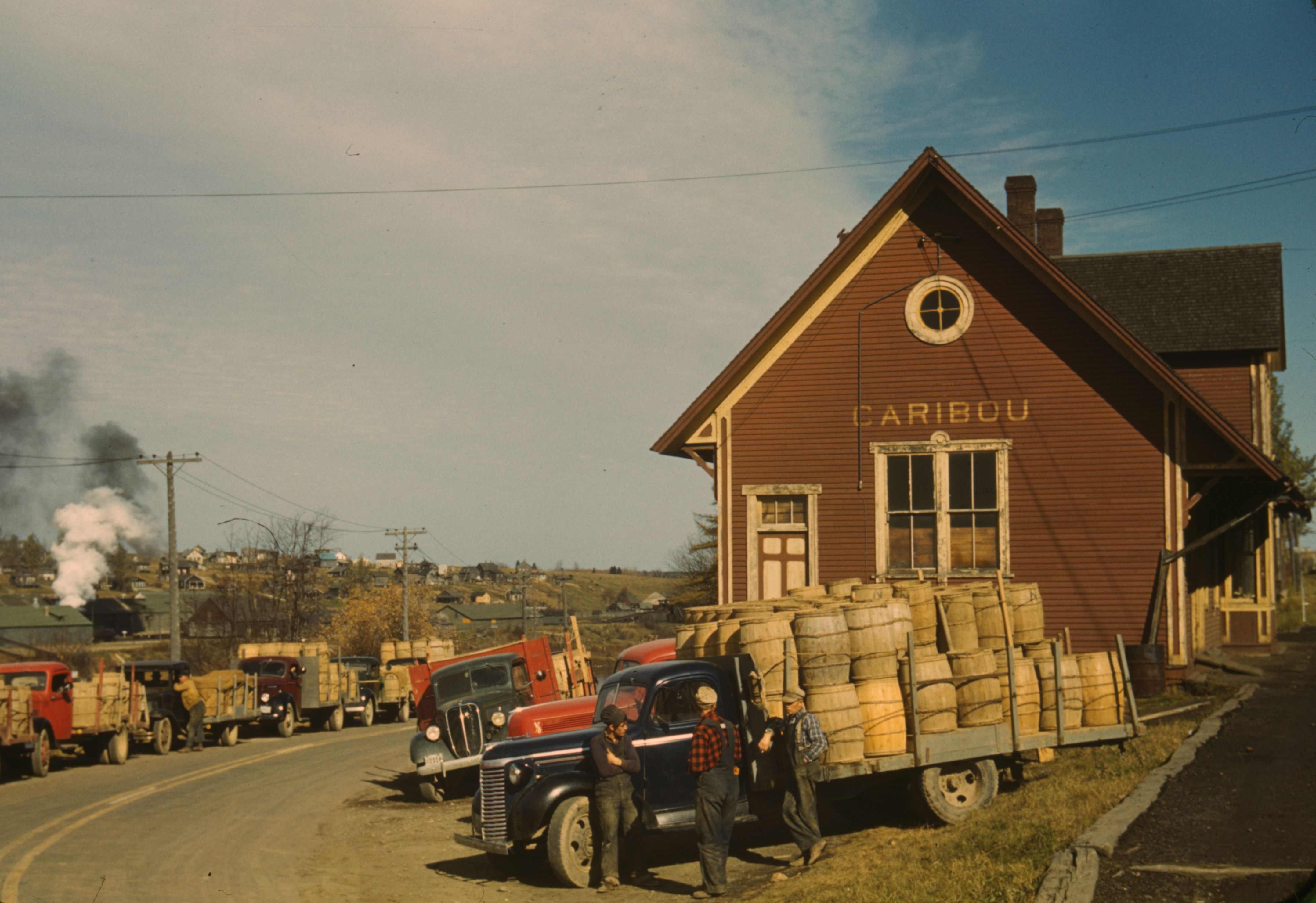
Грузовики в Карибу (1940 год)
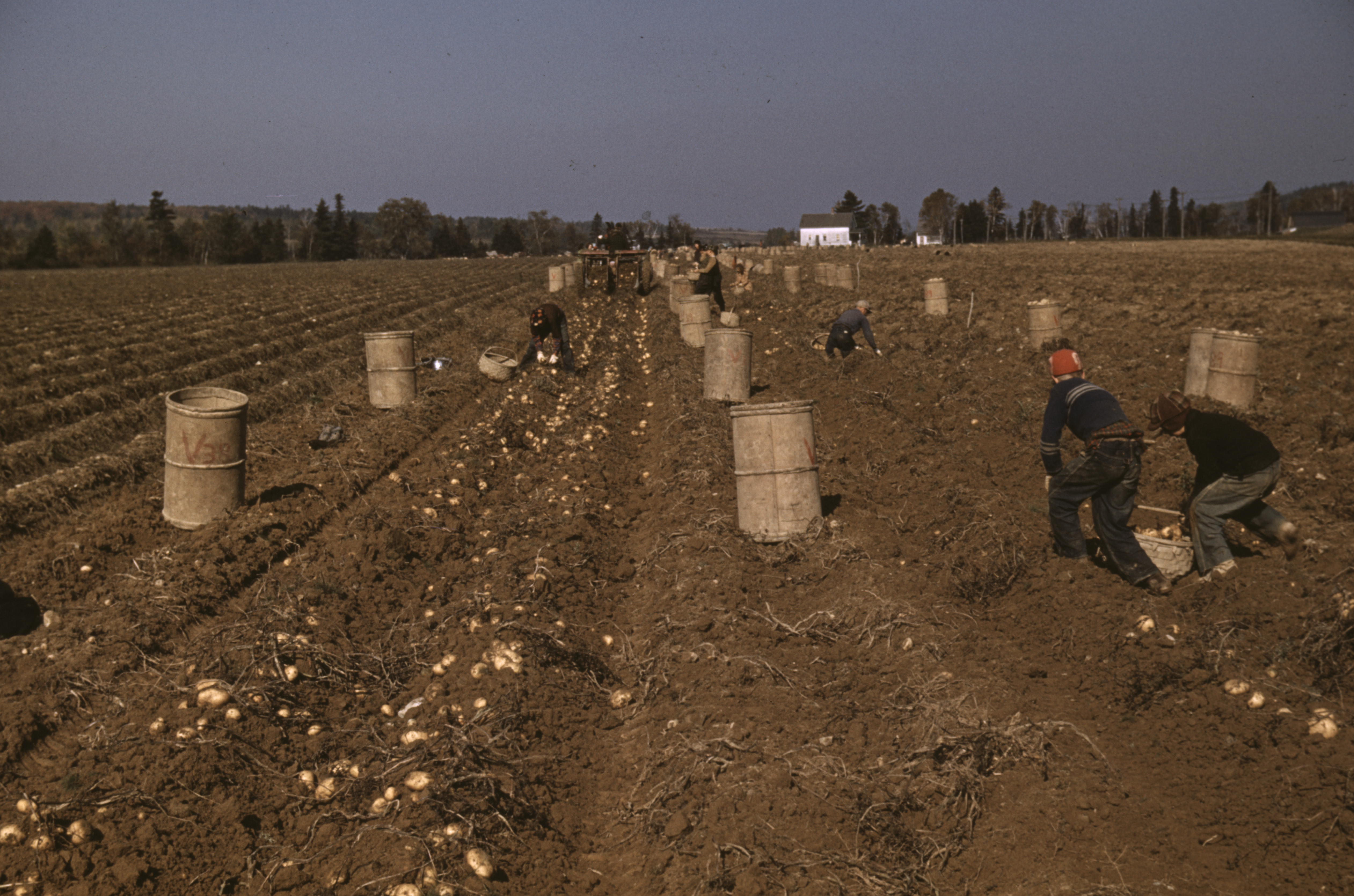
Детский труд на картофельных полях (1940 год)
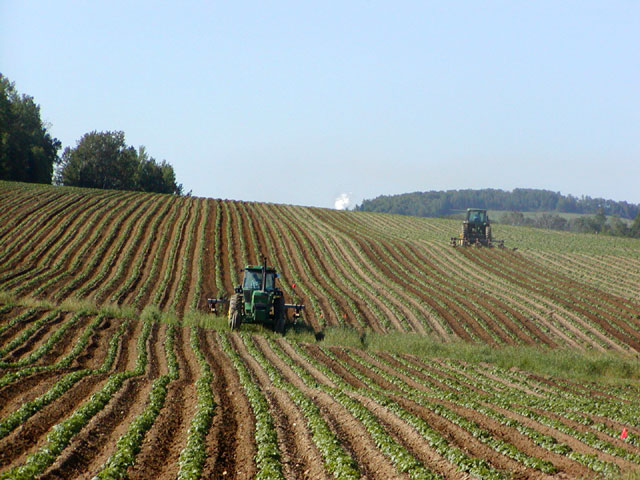
Трактор на картофельном поле близ Форт-Фэрфилда